# محطة قطار أوماش
محطة أوماش هي محطة قطار جزائرية سابقة تقع في إقليم بلدية أوماش، بولاية بسكرة، في شمال شرق الصحراء الجزائرية .

## الموقع في السكك الحديدية
تقع المحطة جنوب مدينة أوماش، على الخط الممتد من القراح إلى تقرت. سبقتها محطة بسكرة وتلتها محطة اسطيل.

## التاريخ
محطة وسيطة لخط السكة الحديدية القديم الممتد من بسكرة إلى تقرت، بطول 217 كلم، افتتحت سنة 1914، كانت أيضًا المحطة الأصلية لخط السكة الحديدية الضيق من أوماش إلى طولقة، والذي تم إيقاف تشغيله في عام 1958.

## روابط خارجية
- "SNTF". Société nationale des transports ferroviaires (SNTF). مؤرشف من الأصل في 2025-06-02.